# Хэнли, Бен
Бенджамин «Бен» Хэнли (англ. Ben Hanley) британский автогонщик, который принимал участие в сезоне 2008 GP2. Также он является участником программы поддержки молодых пилотов Renault F1.

## Карьера
У Хэнли была успешная карьера в картинге, выиграл несколько чемпионатов и индивидуальных гонок, а также выиграл чемпионат мира по картингу. Хэнли участвовал в Мировой серии Рено в 2006 и 2007. В 2007 завершил сезон в ранге вице-чемпиона. Он подписал контракт с командой Campos Racing в начале 2008 года. Где он стал напарником россиянина Виталия Петрова. Также он присоединился к команде на втором этапе сезона 2008 GP2 Asia и первой же гонке финишировал на подиуме. После трёх этапов сезона Хэнли и Campos разошлись, но он получил место в команде Durango перед следующим этапом.  Он заменил Марчелло Пульизи, который в свою очередь заменял Давиде Вальсекки. Однако это гонка стала последней в GP2, поскольку Вальсекки вернулся уже на следующем этапе чемпионата. В 2009 Хэнли принимает участие в Евросерии 3000.

### Гоночная карьера
| 2005      | Формула-Рено 2.0 Италия         | Cram Competition                    | 17 | 6 | 2 | 9 | 4 | 264  | 3   |
| 2005      | Еврокубок Формулы-Рено 2.0      | Cram Competition                    | 2  | 0 | 0 | 0 | 1 | 0    | НК† |
| 2005      | Формула-Рено 3.5                | Cram Competition                    | 2  | 0 | 0 | 0 | 0 | 0    | 39  |
| 2005      | Формула-Рено 2.0 UK             | Team aka                            | 2  | 0 | 0 | 0 | 0 | 21   | 28  |
| 2006      | Формула-Рено 3.5                | Cram Competition                    | 17 | 1 | 0 | 3 | 2 | 55   | 8   |
| 2007      | Формула-Рено 3.5                | Prema Powerteam                     | 17 | 2 | 0 | 3 | 6 | 102  | 2   |
| 2008      | GP2 Asia                        | Barwa International Campos Team     | 6  | 0 | 0 | 0 | 1 | 6    | 15  |
| 2008      | Серия GP2                       | Barwa International Campos Team     | 6  | 0 | 0 | 0 | 0 | 1    | 24  |
| 2008      | Серия GP2                       | Durango                             | 2  | 0 | 0 | 0 | 0 | 0    | 24  |
| 2009      | Евросерия 3000                  | Fisichella Motor Sport              | 6  | 1 | 0 | 1 | 2 | 23   | 6   |
| 2010      | Суперлига Формула               | Olympiacos CFP                      | 10 | 1 | 1 | 3 | 3 | 653  | 4   |
| 2016      | Европейская серия Ле-Ман — LMP2 | DragonSpeed                         | 6  | 1 | 0 | 0 | 4 | 76   | 4   |
| 2017      | FIA WEC — LMP2                  | TDS Racing                          | 1  | 0 | 0 | 0 | 0 | 53   | 17  |
| 2017      | FIA WEC — LMP2                  | G-Drive Racing                      | 1  | 0 | 0 | 0 | 0 | 53   | 17  |
| 2017      | FIA WEC — LMP2                  | CEFC Manor TRS Racing               | 5  | 0 | 0 | 0 | 1 | 53   | 17  |
| 2017      | Европейская серия Ле-Ман — LMP2 | DragonSpeed                         | 6  | 0 | 2 | 2 | 1 | 40   | 11  |
| 2017      | Чемпионат IMSA — Prototype      | DragonSpeed                         | 1  | 0 | 0 | 0 | 0 | 21   | 39  |
| 2017      | 24 часа Ле-Мана — LMP2          | Dragonspeed - 10 Star               | 1  | 0 | 0 | 0 | 0 | —    | 12  |
| 2018      | Европейская серия Ле-Ман — LMP2 | DragonSpeed                         | 6  | 0 | 1 | 1 | 2 | 50,5 | 7   |
| 2018      | 24 часа Ле-Мана                 | DragonSpeed                         | 1  | 0 | 0 | 0 | 0 | —    | НФ  |
| 2018–19   | FIA WEC                         | DragonSpeed                         | 6  | 0 | 0 | 0 | 0 | 8,5  | 28  |
| 2019      | Европейская серия Ле-Ман — LMP2 | DragonSpeed                         | 5  | 1 | 1 | 0 | 1 | 47   | 8   |
| 2019      | IndyCar                         | DragonSpeed                         | 3  | 0 | 0 | 0 | 0 | 31   | 30  |
| 2019      | Чемпионат IMSA — LMP2           | DragonSpeed                         | 1  | 0 | 1 | 1 | 1 | 30   | 13  |
| 2019      | 24 часа Ле-Мана                 | DragonSpeed                         | 1  | 0 | 0 | 0 | 0 | —    | НФ  |
| 2019-20   | FIA WEC — LMP1                  | Team LNT                            | 4  | 0 | 0 | 0 | 1 | 27,5 | 15  |
| 2019-20   | FIA WEC — LMP2                  | DragonSpeed                         | 2  | 0 | 0 | 0 | 0 | 0    | НК† |
| 2020      | Европейская серия Ле-Ман — LMP2 | DragonSpeed with Racing Engineering | 1  | 0 | 0 | 0 | 0 | 5,5  | 23  |
| 2020      | Европейская серия Ле-Ман — LMP2 | DragonSpeed                         | 3  | 0 | 0 | 0 | 0 | 5,5  | 23  |
| 2020      | IndyCar                         | DragonSpeed                         | 1  | 0 | 0 | 0 | 0 | 14   | 33  |
| 2020      | Чемпионат IMSA — LMP2           | DragonSpeed USA                     | 2  | 2 | 0 | 0 | 2 | 35   | 13  |
| 2021      | FIA WEC — LMP2                  | DragonSpeed USA                     | 6  | 0 | 0 | 0 | 0 | 42,5 | 11  |
| 2021      | European Le Mans Series - LMP2  | DragonSpeed USA                     | 3  | 0 | 0 | 0 | 0 | 1    | 33  |
| 2021      | Чемпионат IMSA — LMP2           | DragonSpeed USA                     | 1  | 0 | 0 | 0 | 0 | 0    | НК‡ |
| 2021      | 24 часа Ле-Мана — LMP2          | DragonSpeed USA                     | 1  | 0 | 0 | 0 | 0 | —    | 10  |
| 2022      | Азиатская серия Ле-Ман          | Nielsen Racing                      | 4  | 2 | 2 | 0 | 4 | 104  | 1   |
| 2022      | Европейская серия Ле-Ман — LMP2 | Nielsen Racing                      | 6  | 0 | 0 | 0 | 0 | 15   | 16  |
| 2022      | 24 часа Ле-Мана — LMP2          | Nielsen Racing                      | 1  | 0 | 0 | 0 | 0 | —    | 16  |
| 2023      | Азиатская серия Ле-Ман — LMP2   | Nielsen Racing                      | 4  | 0 | 0 | 0 | 1 | 39   | 6   |
| 2023      | Чемпионат IMSA — LMP2           | CrowdStrike Racing by APR           |    |   |   |   |   |      |     |
| 2023      | FIA WEC — LMP2                  | United Autosports                   |    |   |   |   |   |      |     |
| Источник: |                                 |                                     |    |   |   |   |   |      |     |

† — Поскольку Хэнли был приглашенным гонщиком, он не мог получать очки.
‡ — Очки начислялись только в зачет Кубка Michelin Endurance Cup.

### Результаты выступлений в серии GP2
| Легенда к таблице |                                                                    |
| --- | ------------------------------------------------------------------ |
| В таблице перечислены результаты всех гонок, в которых принимал участие гонщик. Строками таблицы являются сезоны, столбцами — этапы соревнований. В каждой клетке указаны сокращённое название этапа и результат, дополнительно обозначенный цветом. Расшифровка обозначений и цветов представлена в нижеследующей таблице. |                                                                    |
| \| Пример \| Описание \| \| ------------ \| ------------------------------------------------------------------ \| \| 1 \| Победитель \| \| 2 \| Второе место \| \| 3 \| Третье место \| \| 5 \| Финишировал, заработав очки \| \| Сход \| Не финишировал, но при этом заработал очки \| \| 12 \| Финишировал, не получив очков \| \| НКЛ \| Финишировал, но не попал в финальную классификацию \| \| 15 \| Участвовал вне зачёта, либо по отдельной классификации \| \| 18 \| Не финишировал, но попал в финальную классификацию \| \| Сход \| Не финишировал \| \| НКВ \| Не прошёл квалификацию \| \| НПКВ \| Не прошёл предквалификацию \| \| ДСК \| Дисквалифицирован \| \| ИСК \| Исключён из протокола соревнований \| \| ТТ \| Заявлен для участия только в тренировках \| \| НС \| Участвовал в квалификации, но не стартовал в гонке \| \| Т \| Травмирован или болен \| \| ОТК \| Отказ от участия \| \| НТР \| Прибыл на соревнования, но на трассу не выезжал \| \| НПР \| Был заявлен в числе участников, но не прибыл к началу соревнований \| \| О \| Соревнования отменены \| \| \| Не участвовал \| \| Поул-позиция \| \| \| Быстрый круг \| \| |                                                                    |
| Пример | Описание                                                           |
| 1 | Победитель                                                         |
| 2 | Второе место                                                       |
| 3 | Третье место                                                       |
| 5 | Финишировал, заработав очки                                        |
| Сход | Не финишировал, но при этом заработал очки                         |
| 12 | Финишировал, не получив очков                                      |
| НКЛ | Финишировал, но не попал в финальную классификацию                 |
| 15 | Участвовал вне зачёта, либо по отдельной классификации             |
| 18 | Не финишировал, но попал в финальную классификацию                 |
| Сход | Не финишировал                                                     |
| НКВ | Не прошёл квалификацию                                             |
| НПКВ | Не прошёл предквалификацию                                         |
| ДСК | Дисквалифицирован                                                  |
| ИСК | Исключён из протокола соревнований                                 |
| ТТ | Заявлен для участия только в тренировках                           |
| НС | Участвовал в квалификации, но не стартовал в гонке                 |
| Т | Травмирован или болен                                              |
| ОТК | Отказ от участия                                                   |
| НТР | Прибыл на соревнования, но на трассу не выезжал                    |
| НПР | Был заявлен в числе участников, но не прибыл к началу соревнований |
| О | Соревнования отменены                                              |
| | Не участвовал                                                      |
| Поул-позиция |                                                                    |
| Быстрый круг |                                                                    |

| Год  | Команда                         | 1          | 2       | 3        | 4       | 5        | 6        | 7          | 8          | 9     | 10    | 11    | 12    | 13    | 14    | 15    | 16    | 17    | 18    | 19    | 20    | ЛЗ | Очки |
| ---- | ------------------------------- | ---------- | ------- | -------- | ------- | -------- | -------- | ---------- | ---------- | ----- | ----- | ----- | ----- | ----- | ----- | ----- | ----- | ----- | ----- | ----- | ----- | -- | ---- |
| 2008 | Barwa International Campos Team | ИСП 1 Сход | ИСП 2 9 | ТУЦ 1 17 | ТУЦ 2 6 | МОН 1 16 | МОН 2 14 |            |            |       |       |       |       |       |       |       |       |       |       |       |       | 24 | 1    |
| 2008 | Durango                         |            |         |          |         |          |          | ФРА 1 Сход | ФРА 2 Сход | ВЕЛ 1 | ВЕЛ 2 | ГЕР 1 | ГЕР 2 | ВЕН 1 | ВЕН 2 | ЕВР 1 | ЕВР 2 | БЕЛ 1 | БЕЛ 2 | ИТА 1 | ИТА 2 | 24 | 1    |

#### Результаты выступлений в GP2 Asia
| Легенда к таблице |                                                                    |
| --- | ------------------------------------------------------------------ |
| В таблице перечислены результаты всех гонок, в которых принимал участие гонщик. Строками таблицы являются сезоны, столбцами — этапы соревнований. В каждой клетке указаны сокращённое название этапа и результат, дополнительно обозначенный цветом. Расшифровка обозначений и цветов представлена в нижеследующей таблице. |                                                                    |
| \| Пример \| Описание \| \| ------------ \| ------------------------------------------------------------------ \| \| 1 \| Победитель \| \| 2 \| Второе место \| \| 3 \| Третье место \| \| 5 \| Финишировал, заработав очки \| \| Сход \| Не финишировал, но при этом заработал очки \| \| 12 \| Финишировал, не получив очков \| \| НКЛ \| Финишировал, но не попал в финальную классификацию \| \| 15 \| Участвовал вне зачёта, либо по отдельной классификации \| \| 18 \| Не финишировал, но попал в финальную классификацию \| \| Сход \| Не финишировал \| \| НКВ \| Не прошёл квалификацию \| \| НПКВ \| Не прошёл предквалификацию \| \| ДСК \| Дисквалифицирован \| \| ИСК \| Исключён из протокола соревнований \| \| ТТ \| Заявлен для участия только в тренировках \| \| НС \| Участвовал в квалификации, но не стартовал в гонке \| \| Т \| Травмирован или болен \| \| ОТК \| Отказ от участия \| \| НТР \| Прибыл на соревнования, но на трассу не выезжал \| \| НПР \| Был заявлен в числе участников, но не прибыл к началу соревнований \| \| О \| Соревнования отменены \| \| \| Не участвовал \| \| Поул-позиция \| \| \| Быстрый круг \| \| |                                                                    |
| Пример | Описание                                                           |
| 1 | Победитель                                                         |
| 2 | Второе место                                                       |
| 3 | Третье место                                                       |
| 5 | Финишировал, заработав очки                                        |
| Сход | Не финишировал, но при этом заработал очки                         |
| 12 | Финишировал, не получив очков                                      |
| НКЛ | Финишировал, но не попал в финальную классификацию                 |
| 15 | Участвовал вне зачёта, либо по отдельной классификации             |
| 18 | Не финишировал, но попал в финальную классификацию                 |
| Сход | Не финишировал                                                     |
| НКВ | Не прошёл квалификацию                                             |
| НПКВ | Не прошёл предквалификацию                                         |
| ДСК | Дисквалифицирован                                                  |
| ИСК | Исключён из протокола соревнований                                 |
| ТТ | Заявлен для участия только в тренировках                           |
| НС | Участвовал в квалификации, но не стартовал в гонке                 |
| Т | Травмирован или болен                                              |
| ОТК | Отказ от участия                                                   |
| НТР | Прибыл на соревнования, но на трассу не выезжал                    |
| НПР | Был заявлен в числе участников, но не прибыл к началу соревнований |
| О | Соревнования отменены                                              |
| | Не участвовал                                                      |
| Поул-позиция |                                                                    |
| Быстрый круг |                                                                    |

| Год  | Команда                         | 1     | 2     | 3       | 4        | 5          | 6        | 7          | 8        | 9          | 10         | Место | Очки |
| ---- | ------------------------------- | ----- | ----- | ------- | -------- | ---------- | -------- | ---------- | -------- | ---------- | ---------- | ----- | ---- |
| 2008 | Barwa International Campos Team | ОАЭ 1 | ОАЭ 2 | ИНЗ 1 3 | ИНЗ 2 16 | МАЗ 1 Сход | МАЗ 2 14 | БАХ 1 Сход | БАХ 2 10 | ОАЭ 1 Сход | ОАЭ 2 Сход | 15    | 6    |